# Hadi al-Bahra
Hadi al-Bahra (arab. هادي البحرة; ur. 13 lutego 1959 w Damaszku) – syryjski menedżer, przedsiębiorca i działacz polityczny, od 9 lipca 2014 do 4 stycznia 2015 tymczasowy przewodniczący Syryjskiej Koalicji Narodowej na rzecz Opozycji i Sił Rewolucyjnych, skupiającej siły opozycyjne wobec władzy prezydenta Baszszara al-Asada (faktyczny prezydent w opozycji, częściowo uznawany na arenie międzynarodowej).
Ukończył inżynierię przemysłową na Wichita State University. Od 1983 do 1987 był dyrektorem generalnym szpitala w Dżuddzie. Następnie rozwijał własne firmy w Arabii Saudyjskiej. Od 1987 do 2003 był menedżerem w firmie Horizon of Commercial development, od 2004 do 2005 głównym menedżerem w Horizon International Exhibitions i od 2005 do 2011 dyrektorem Techno Media. Zajmował się zawodowo organizacją konferencji i wydarzeń, a także komunikacją, software i systemami informatycznymi.
Po wybuchu arabskiej wiosny koordynował komunikację opozycji z mediami i aktywnie wspierał antyrządowe wystąpienia. 31 maja 2013 formalnie dołączył do opozycji, wkrótce został jej sekretarzem generalnym. Uczestniczył jako główny negocjator w konferencji Genewa II. 9 lipca 2014 wybrany podczas konferencji w Stambule na tymczasowego szefa Syryjskiej Koalicji Narodowej, zdobywając 62 głosy wobec 41 głosów rywala. 4 stycznia 2015 zastąpił go Chalid Chudża.